# Schleppbahn
Schleppbahn ist eine dem Bergwerksbetrieb entnommene Bezeichnung für eine Güterbahn, auf der Verkehr analog zu den Schleppzügen zur Kohlen- und Erzförderung auf Grubenbahnen abgewickelt wird. Schleppbahnen dienen somit der Beförderung von Massengütern. Die Schleppzüge durchlaufen die Bahn von ihrem Anfangspunkt bis zum Endpunkt ohne Änderung in ihrer Zusammensetzung, also ohne nennenswerte Verschiebebewegungen zu erfordern.
In Österreich und Tschechien bezeichnet man auch einen privaten Gleisanschluss beziehungsweise ein Industriestammgleis als Schleppgleis oder Schleppbahn (tschechisch: vlečka) und einen auf diesen Gleisen verkehrenden Zug als Schleppzug. Die Bezeichnung als „Schleppbahn“ wird auf den Sprachgebrauch der österreichischen Eisenbahnbehörden im 19. Jahrhundert zurückgeführt: Als Schleppbahnen wurden damals Werks-, Anschluss-, Industrie- und ähnliche Bahnanlagen bezeichnet, die in öffentliche Bahnen einmündeten.

## Beispiele

### Österreich

#### Fürstenfeld
In Fürstenfeld wurde um 2010 das etwa 500 m lange Bahngleis vom Bahnhof zur ehemaligen Tabakfabrik entfernt. Es lief nur bis zum südöstlich der Feistritzgasse liegenden Teil des Betriebsgeländes mit den Lagern. Über die etwa 20 m tiefer liegende Feistritzgasse führt bis heute eine verstrebte Stahlbrücke mit Schienen nur für sehr leichte, innerbetrieblich genutzte Transportwagen in die Produktionsstätten 250 m weiter im Nordwesten nahe dem Direktionsgebäude.

#### Graz
In der steirischen Landeshauptstadt Graz, Bezirk Andritz gibt es eine Schleppbahngasse, wo das Schleppbahngleis noch heute von der Maschinenfabrik Andritz, Statteggerstraße/Andritzer Reichsstraße westwärts abgeht und in einer Linkskurve südwestwärts über die Weinzöttl-Straßenbrücke über die Mur in den Bezirk Gösting und beim Weidweg zur Südbahn führt. Mit angeschlossen war die ehemalige Papierfabrik Kranz. Vor dem Einkaufszentrum Shopping Nord steht als Landmark eine kleine Dampflok.
Ein weiteres Schleppbahngleis zweigt westlich der Mur im Bereich Lagergasse/Viehmarktgasse südwärts von der Ostbahn ab, läuft durch einen Schrottplatz nächst der Mur, vorbei am Schlachthof, wo bis 2014 noch eine zweistöckige Rampe zum Ausladen von Vieh existierte und zum Fernheizkraftwerk Puchstraße.
Im Inneren der GKB (Graz-Köflach-Bahn)-Kurve südwestlich des Hauptbahnhofs zweigt ein Gleis zur Siemens Verkehrstechnik, ehemals Simmering-Graz-Pauker (SGP) ab, wo Drehgestelle für Bahnfahrzeuge entwickelt werden. Etwa 1 km weiter südlich zweigt von der Südbahn ein Gleis zur Stahlschmelze Marienhütte ab. Eine nördlich des Ostbahnhofs gelegene Gleiskurve wurde erst 2015 mit dem Bau des Styria Media Centers, Gadollaplatz 1, an der Conrad-von-Hötzendorfstraße, entfernt.
Innsbruck
In Tirols Landeshauptstadt Innsbruck besteht ein signifikantes Netz aus großteils nicht mehr genutzten Schleppbahngleisen im Industriegebiet am Westbahnhof. Sie sind mit der Arlberg- und Mittenwaldbahn verbunden. Auch im östlich der Stadt auf Thaurer und Haller Gemeindegebiet gelegenen Industriegebiet Logistikzone existieren Schleppbahngleise, verbunden mit der Unterinntalbahn. Inzwischen nur noch lückenhaft vorhanden ist die ehemalige Schlachthofschleppbahn im Stadtteil Saggen; ihre Anschlussrampe auf das Viadukt der Unterinntalbahn musste 2020 dem Neubau des S-Bahnhofs Innsbruck-Messe weichen.

#### Linz
In der Landeshauptstadt Oberösterreichs Linz besteht ein weit verästeltes Netz im industriell genutzten Osten der Stadt, rechts der Donau. In der Tabakfabrik ist heute noch der Platz einer Drehscheibe erhalten. Ein Gleis, das vom Nordosten zur Franck-Kathreiner-Kaffeefabrik (heute Nestlé) führte, wurde um 2000 als Bahntrasse aufgelöst, ohne sie als Trasse für ein anderes Verkehrsmittel, etwa Radverkehr, zu nutzen.

#### Wien-Liesing
Die Schleppbahn Liesing bestand aus zwei insgesamt etwa 10 km langen Ästen, die in unterschiedlichen Gleislagen von 1860 bis 2003 über 140 Jahre lang betrieben wurden.

#### Ratten – Birkfeld
Es handelte sich um eine Bahnstrecke mit 760 mm Spurweite, welche ab 1922 zunächst die Kohle aus den Braunkohlegruben bei Ratten über eine ca. 18 km lange Industriebahnanlage zum Bahnhof Birkfeld gebracht hatte. Dort wurde, weil eine direkte Weiterfahrt wegen der Bauweise der Industriebahn (Kupplungen, Bremsen etc.) nicht möglich war, die Kohle in die Waggons der Feistritztalbahn umgeladen. 1930 wurde diese ursprüngliche Industrieschleppbahn, nunmehr vom Land Steiermark erworben, als öffentliche Bahnlinie ausgebaut und der Lokalbahn Weiz–Birkfeld (der ursprünglichen Feistritztalbahn) angeschlossen.